# Stenoblatta parallela
Stenoblatta parallela är en kackerlacksart som beskrevs av Walker, F. 1868. Stenoblatta parallela ingår i släktet Stenoblatta och familjen jättekackerlackor. Inga underarter finns listade i Catalogue of Life.